# Mikhaïl Zadornov (humoriste)
Pour les articles homonymes, voir Zadornov.
Mikhaïl Nikolaïevitch Zadornov (en russe : Михаи́л Никола́евич Задо́рнов), né le 21 juillet 1948 à Jurmala et mort le 10 novembre 2017 à Moscou, est un humoriste, écrivain, scénariste, acteur et dramaturge soviétique puis russe. Il est également connu pour son slavophilisme, ses recherches et déclarations en étymologie populaire,,.

## Biographie
Mikhaïl Zadornov est le fils de l'écrivain soviétique Nikolaï Zadornov. Né à Riga, alors dans la RSS de Lettonie il est scolarisé à l'école no 10, puis, entame des études à l'université technique de Riga. Après deux ans d'études il transfère son dossier à la faculté du génie mécanique de l'Institut d'aviation de Moscou. Diplômé en 1974, il reste attaché au département de propulsion des aéronefs de l'Université en qualité d'ingénieur, puis ingénieur en chef, jusqu'en 1978.
Parallèlement à ses études Zadornov s'illustre comme acteur, metteur en scène et directeur artistique du théâtre étudiant Rossia, avec lequel il effectue de nombreuses tournées sur tout le territoire de l'Union soviétique et particulièrement sur les sites de grands projets de construction communiste. Il reçoit pour son activité artistique le Prix du Komsomol.
Sa carrière d'humoriste commence à la Télévision centrale de l'URSS en 1982, avec le sketch intitulé La Lettre d'un étudiant à ses proches. Il écrit ensuite le monologue satirique Deux neuvièmes wagons, qu'il lit lors de l'émission télévisée Vokroug smekha en 1984. Cette représentation lui apporte une vraie notoriété. Il devient ensuite le rédacteur de la rubrique humoristique de la revue Iounost en 1984-1985. Au début des années 1990, Zadornov présente plusieurs émissions télévisées, comme Anschlag, Smekhopanorama, Prognose satirique, Dotchki-materi. Ses parodies de Mikhaïl Gorbatchev sont célèbres. En 1995, l'ancien membre du groupe Nouvelle collection Igor Kezlia met en musique son sketch où le chef d'État soviétique s'adresse à ses concitoyens afin de leur apprendre à bien parler le russe, ce qui se transforme en une déferlante de formes verbales absurdes et hilarantes. Ce single appelé Dadou Vnedriozh (Даду внедрёж) atteint les sommets des hit-parades,.
À partir de 1990, Zadornov publie plusieurs livres : La Fin du monde (Конец света), Je ne comprends pas (Не понимаю!), Le Retour (Возвращение), Le Grand pays au passé imprédictible (Великая страна с непредсказуемым прошлым), Nous sommes tous de Chy-Chy-Chy-Py (Мы все из Чи-Чи-Чи-Пи), Étoiles minuscules (Крохотные звёзды), Zadorinki (Задоринки), les pièces de théâtre Gens modernes (Современные люди) et Une petite veste (Кофточка). Il apparait dans les films Le Génie (Гений, 1991), La Dépression (Депрессия, 1991), Je veux votre mari (Хочу вашего мужа, 1992).
Dans la fédération de Russie nouvellement créée, sa critique du mode de vie occidental devient particulièrement virulente, au point qu'il emploie régulièrement le mot "stupides" en parlant des Américains. En 2002, il annule son visa pour les États-Unis à la suite de ce qu'il considère comme les manifestations du chauvinisme américain lors des Jeux olympiques d'hiver de 2002.
Mikhaïl Zadornov tient un blog dans LiveJournal et sur le site du journal Moskovski Komsomolets. À partir de 2010, il est aussi actif sur le réseau social russe VKontakte et sur YouTube.
En décembre 2009, l'artiste fonde à Riga la bibliothèque russe qui porte le nom de son père Nikolaï Zadornov. Avec son soutien sont érigés trois monuments à la bonne d'enfant d'Alexandre Pouchkine Arina Rodionovna - le premier en 2008, au parc Etnomir dans l'oblast de Kalouga, le deuxième en septembre 2009 à Bolchoïe Boldino dans l'oblast de Nijni Novgorod et le troisième en mai 2010 au village Voskresenskoïe dans l'oblast de Léningrad,,.
En octobre 2016, Mikhaïl Zadornov annonce sur sa page dans VKontakte être atteint d'une tumeur au cerveau et devoir annuler la plupart de ses concerts pour suivre une chimiothérapie. Il est ensuite soigné à l'Hôpital universitaire de la Charité de Berlin et dans une clinique privée des Pays baltes. Il meurt dans un hôpital de Moscou le 10 novembre 2017. Son corps est rapatrié à Riga. Plus de quatre cents personnes viennent lui dire adieu lors d'une cérémonie à l'Église Saint-Alexandre-Nevsky, parmi eux le maire de Riga Nils Ušakovs,. Selon sa volonté, il est enterré au cimetière Jaundubulti de Jurmala auprès de son père. Les adieux à Mikhail Zadornov ont eu lieu le 12 novembre 2017 à huis clos dans la salle rituelle de la morgue de l'hôpital clinique medsi,, sur l'autoroute pyatnitsky dans la région de Moscou.

## Filmographie
- 1991 : Dépression (Depresija) de Aloizs Brenčs : fonctionnaire

## Hommages
L'astéroïde (5043) Zadornov de la ceinture principale découvert le 19 septembre 1974 à Nauchnyj par Lioudmila Tchernykh est nommé en hommage à Mikhaïl Zadornov.